# Icarus (Produzenten-Duo)
Icarus ist ein englisches Produzenten-Duo aus Bristol. Ihre Musik bewegt sich im Bereich der elektronischen Tanzmusik, mit Einflüssen von Deep House, Garage House und Progressive House. Das Duo veröffentlicht überwiegend bei den Labels Parlophone und FFRR Records. 

## Geschichte
Beide Brüder stammen aus der englischen Stadt Bristol. Ihre Debüt-EP Steal The Sun wurde 2013 veröffentlicht. Sie betreiben gemeinsam das Plattenlabel Fly Boy, dessen Studio sich in dem Vorort Brislington befindet. Überregionale Bekanntheit erlangte Icarus unter anderem durch Kooperationen mit Rüfüs Du Sol und Martin Solveig. 2018 wurde das Lied Love Has Come Around bei BBC Radio 1 einer breiteren Hörerschaft vorgestellt. In einem Interview bestätigten sie, dass der Name von Ikarus – einer Figur aus der griechischen Mythologie  – abgeleitet ist.

## Diskografie (Auswahl)
Singles
- 2016: Home (mit Aurora; Parlophone)
- 2016: Hiding (Anjunadeep)
- 2017: King Kong (Parlophone)
- 2017: No Sleep (Parlophone)

EPs
- 2013: Steal the Sun (Nest)
- 2015: Don't Cry Wolf (FFRR)
- 2018: In the Dark (Parlophone)
- 2019: This Must Be the Place (Parlophone)

Alben
- 2020: Unfold (Parlophone)

Gastbeiträge
- 2017: Do It – Icarus Remix (mit Rae Morris; Atlantic Records)
- 2017: Places – Icarus Remix (mit Martin Solveig und Ina Wroldsen; Universal Music)
- 2018: Lost in My Mind – Icarus Remix (mit Rüfüs Du Sol; Reprise Records)